# 下妻由幸
下妻 由幸（しもづま よしゆき、1977年3月27日 - ）は、日本の声優、舞台俳優。広島県出身。ケンユウオフィス所属。

## 来歴
声優になるきっかけは元々好きだったからというのもあるが、一番のきっかけは自分が学生の頃、書籍『声優になりたいあなたへ』に出会ったことであった。この書籍に出会ってなければ多分声優への道を踏み出さなかったと語る。
talk back卒業。

## 人物
音質はテノール。方言は広島弁。
特技はプログラミング。趣味は野球観戦、自転車。

## 出演
太字はメインキャラクター。

### テレビアニメ
2009年
- 黒神 The Animation（生徒）

2010年
- ストライクウィッチーズ2（助手）
- 遊☆戯☆王5D's（リック、ハンス）

2011年
- 聖痕のクェイサーII（ラザホージウム遣い）

2012年
- キングダム（2012年 - 2014年、去亥、昂、趙国騎兵、壁の部下） - 2シリーズ
- GON -ゴン-（2012年 - 2015年、サッチー、ボブキャット、ホウホウ、メガロク、チョロ 他） - 2シリーズ
- 坂道のアポロン（男）
- 新テニスの王子様（松平親雄）

2013年
- アイカツ!（ロビー鈴城）
- ガリレイドンナ（作業員、警官、マルコ）
- 義風堂々!! 兼続と慶次（山田喜八）
- ダイヤのA（2013年 - 2020年、白州健二郎、細山田宏冶、福田大輝、三野勇人 他） - 3シリーズ
- 団地ともお（サラリーマンA）
- てーきゅう（2013年 - 2016年、ボビー園長、議員） - 3シリーズ
- ドラえもん（テレビ朝日版第2期）（自転車の男、敵のキーパー、青年）
- 魔界王子 devils and realist（声）
- ムシブギョー（お春の父、火鉢の兄B、火付け盗賊改方、奈阿姫の父、至胴、天間父 他）
- 俺の脳内選択肢が、学園ラブコメを全力で邪魔している（十の方法）

2014年
- ウィザード・バリスターズ 弁魔士セシル（ゲーマー）
- 怪盗ジョーカー（ジャックのパパ）
- クロスアンジュ 天使と竜の輪舞（近衛兵）
- スミ子（河合先生）
- 東京レイヴンズ（双角会員、職員、アナウンサー）
- トライブクルクル（2014年 - 2015年、イチ、レポーター、ネルソン）
- のうりん（生徒）
- ヒーローバンク（ドンブラコ桃山）
- ベイビーステップ（2014年 - 2015年、越水成雪、審判、観客、クリストファー、ケンジ 他） - 2シリーズ
- 弱虫ペダル GRANDE ROAD（観客、他校生、井尾谷諒）

2015年
- 暗殺教室（2015年 - 2016年、吉田大成） - 2シリーズ
- えとたま（店長）
- 高宮なすのです! 〜てーきゅうスピンオフ〜（ボビー園長）

2017年
- 青の祓魔師 京都不浄王篇（祓魔師）
- サクラクエスト（渋川）
- キノの旅 -the Beautiful World- the Animated Series（若い門番）
- ブラッククローバー（サリム・ド・ハプシャス）

2018年
- だがしかし2（編集者）

2019年
- 猫のニャッホ（レオナール・フジタ）
- BEASTARS（2019年 - 2021年、ボス、パライト学園長、トラ） - 2シリーズ
- ポチっと発明 ピカちんキット（2019年 - 2020年、ジャンボピカちんロボ、シューター音声）

2020年
- 魔術士オーフェンはぐれ旅（2020年 - 2023年、サルア、長老たち） - 3シリーズ

2021年
- アイ★チュウ（十文字蛮）
- 黒ギャルになったから親友としてみた。（綴喜創、男子）
- 擾乱 THE PRINCESS OF SNOW AND BLOOD（一之瀬優太郎）
- 結城友奈は勇者である -大満開の章-

2022年
- であいもん（タクミ）

2023年
- Buddy Daddies（アルバイト）
- ふしぎ駄菓子屋 銭天堂（梅田博人）
- AIの遺電子（小山田茄子）

2024年
- 魔女と野獣（刑事）
- 七つの大罪 黙示録の四騎士（タムドゥ）
- まぁるい彼女と残念な彼氏
- 監禁区域レベルX（修平の父）
- チ。-地球の運動について-（2024年 - 2025年、シモン）

2025年
- キミとアイドルプリキュア♪（富士見先生）

### 劇場アニメ
- 十五少年漂流記〜海賊島DE!大冒険〜（2013年、ナップル）
- 劇場版 弱虫ペダル（2015年、井尾谷諒[22]）
- 映画 プリキュアオールスターズF（2023年、レッサーアーク）
- 映画おしりたんてい さらば愛しき相棒（おしり）よ（2024年、窃盗団）

### OVA
- この男子、宇宙人と戦えます。（2011年、山村）
- 最遊記外伝 特別篇 香花の章（2013年、松彰[23]）
- ダイヤのA（2014年 - 2015年、リトル仲間、白州健二郎） - コミックス第44・45巻DVD付き限定版

### Webアニメ
- ベイウォーリアーズ サイボーグ（2015年、訓練生B、住民C、平民A、訓練生C）
- 銃娘（2017年、オペレーターA、声、ダイダイ）
- ケンガンアシュラ（2019年、松井博史[24]、アキ斉藤[24]）
- Plott (2020年 - 2024年[25][26])
  - 秘密結社ヤルミナティー（キリン、シャボ） - 他5作品[一覧 9]
- えとたま〜猫客万来〜（2021年、店長[27]）

### ゲーム
2007年
- ハートの国のアリス 〜Wonderful Wonder World〜（帽子屋使用人 他）
- クローバーの国のアリス 〜Wonderful Wonder World〜（帽子屋使用人 他）

2010年
- 快感・フレーズ

2011年
- 文明開華 葵座異聞録（坂月菊輔）
- つくものがたり
- マブラヴ オルタネイティヴ クロニクルズ 憧憬（部隊員1）

2013年
- FAR CRY 3（ライリー）
- メタルマックス4 〜月光のディーヴァ〜（スエゴ・マルデ）

2014年
- KILLZONE SHADOW FALL

2015年
- アイ★チュウ（罪人の道化師〈ギルティクラウン〉）
- 刻のイシュタリア（夏祭の災厄パズズ、簒奪の狂王ザッハーク、勇王の忠臣ウィーラーフ）
- モンスターハンタークロス

2016年
- 暗殺教室 アサシン育成計画!!（吉田大成）
- フィリスのアトリエ 〜不思議な旅の錬金術士〜
- 龍が如く6 命の詩。

2017年
- キャプテン翼 〜たたかえドリームチーム〜（中山政男）

2020年
- 龍が如く7 光と闇の行方
- ユートピア・ゲート〜双子の女神と未来へのつばさ〜（マグン）
- The Last of Us Part II
- デュエル・マスターズ プレイス（装甲支援ガトリンガー、幻獣提督ウー・ワンダフォー、魔鳥機フェニコーラー他）

2023年
- ヘブンバーンズレッド（長老）

2024年
- 龍が如く8

### ドラマCD
- 風の又三郎（一郎の兄）
- 最遊記 〜玄奘三蔵〜 キャラクターCD
- 三国恋戦記〜オトメの兵法!〜
- 戦国シェイクスピアBASARA〜謀略の城〜（家臣3）
- ベクター・ケースファイル（マネージャー 他）※『チャンピオンRED』付録

### BLCD
- 朝から朝まで（プロデューサー）
- インテリ君の恋病（清掃員）
- 嘘みたいな話ですが（同僚）
- 宇田川町で待っててよ。（友達）
- 追われる夜の獣（遠山荒太）
- かわいい悪魔（信奉者B）
- 兄弟の事情2 恋人の事情（男友達）
- 影の館4 暗闇の封印II ―黎明の章―
- 叶先生のすべて（蒼井偲）
- 最恐教師〜教師も色々あるわけで〜（藤田孝紀の友人、男、居酒屋店員）
- 好きこそ恋の絶対（本西）
- 八月七日を探して（殿村、アナウンス）
- 春を抱いていた 10巻（クルー）
- BORDER 境界線 4・5巻限定版ミニドラマCD
- ぷちっとはじけた、（ルイ）
- チョコレートのように（伊勢谷）
- 無器用なのは愛のせい（男子A、店員）
- リバース/エンド（招待客）
- 恋愛前夜（フジくん）

### 吹き替え

#### 担当俳優
オースティン・バトラー
- ARROW/アロー シーズン3（チェイス）
- シャナラ・クロニクルズ（ウィル・オムズフォード）
- マンハッタンに恋をして 〜キャリーの日記〜（セバスチャン・キッド）

#### 映画
- アイ・オリジンズ
- アサシン クリード リネージ（エツィオ・アウディトーレ）
- インヒアレント・ヴァイス
- イントゥ・ザ・インフェルノ マグマの世界
- エクスペンダブルズ3 ワールドミッション（衛兵1）
- X-MEN:フューチャー&パスト（ロベルト・ダコスタ / サンスポット〈エイダン・カント〉）
- ブラック・ハッカー（トリオップス（2）〈ジェイク・クラムベルグ〉）
- キュア 〜禁断の隔離病棟〜（ロックハート〈デイン・デハーン〉）
- キングスマン:ゴールデン・サークル（ジャマール〈トビー・バカレ〉[32]）
- コルト45 孤高の天才スナイパー（ヴァンサン〈イマノル・ペルセ〉）
- 西遊記〜はじまりのはじまり〜（悪霊2）
- ザ・ベイ（DJマイク〈ミュラ・エルダン〉）
- ザ・マシーン（ティム〈ジョナサン・バーン〉）
- シャークネード
- スイートライフ（ヴァンス、レニー）
- タイタンの逆襲
- トリプルヘッド・ジョーズ（グレッグ〈ブラッド・ミルズ〉）
- バイオハザード: ザ・ファイナル（ジェームズ・マーカス）
- パイレーツ・ロック
- パシフィック・リム（現場の男2）
- ブラック・ハッカー（トリオップス2〈ジェイク・クラムベルグ〉）
- 北京バイオリン
- チャ刑事（パク署員）
- リンカーン/秘密の書[33]
- 恋愛後遺症/Scrotal Recall ※Netflix配信

#### ドラマ
- WITHOUT A TRACE/FBI 失踪者を追え!
- 宇宙船レッド・ドワーフ号（機械の声）
- NCIS 〜ネイビー犯罪捜査班 シーズン6（ヴィンテ・セルジオ・メディナ海兵隊2等軍曹）
- GALACTICA/ギャラクティカ
- 恐竜SFドラマ プライミーバル シーズン3
- ギルモア・ガールズ（ウィリアム）
- キャッスル 〜ミステリー作家は事件がお好き シーズン2〜4
- クリミナル・マインド7 FBI行動分析課
- クリミナル・マインド8 FBI行動分析課（タイラー・ロジャーズ）
- クリミナル・マインド 国際捜査班
- コードネーム: ウイスキー&キャバリエ -ふたりは最強スパイ-（エドガー・スタンディッシュ〈タイラー・ジェームズ・ウィリアムズ〉）
- THE MENTALIST メンタリストの捜査ファイル4 #18
- スーパーナチュラル シーズン9 #15
- セレブの誕生（ウ・ブンオ〈チャン・ユジュン〉）
- 9-1-1: LONE STAR（カルロス・レイエス〈ラファエル・シルバ〉[34]）
- リゾーリ&アイルズ6
- 私はラブ・リーガル4 #10

#### アニメ
- アルティメット・スパイダーマンVSシニスターシックス（Aボム）
- おっはよー!アンクル・グランパ（イジワル魔法使い 他）
- ハルク: スマッシュ・ヒーローズ（Aボム / リック・ジョーンズ）
- ピクシー・ホロウ・ゲームズ 妖精たちの祭典
- フィニアスとファーブ（ウェンデル）
- それいけ!カキ男（同級生 他）
- マイリトルポニー〜トモダチは魔法〜（ソアリン、ジェットセット、ワドル、サンダーレーン、ポニー、ガード、都会ポニー、黒メガネポニー、郵便配達員、患者、宝石屋ポニー、紫ドラゴン、インク染みポニー、ケンカ男子）

### ボイスオーバー
- 奇跡体験!アンビリバボー（フジテレビ）
- カー・SOS 蘇れ!思い出の名車（ファズ・タウンゼント、ナショナルジオグラフィック）
- 仰天！海の底まる見え検証（ナショナルジオグラフィック）
- グータンヌーボ（フジテレビ）
- シェフのテーブル（Netflix配信）
- BS世界のドキュメンタリー（NHK-BS1）
- 地球ドラマチック（NHKEテレ）
  - 「よみがえるアイスマン 〜科学とアートが明かす謎〜」（2017年）
  - 「アンコール・ワット 密林に眠る巨大都市」（2017年）
  - 「カッシーニ 土星探査の軌跡」（2018年）
- 夢を叶える発明ショー（ディスカバリーチャンネル）

### 舞台
- 演劇ユニット Rlung・風（ルン）公演
  - 第5回公演「乃木坂倶楽部」（2007年） - 生田春月
  - 第6回公演「BLUE OUT」（2008年） - 神尾仁
  - 第7回公演「哲学者、宮田安騎之助之冒険」（2009年） - 患者

### その他コンテンツ
- アイ★チュウ ザ・TV 〜We are I CHU! Vol.1〜（2016年6月24日、出演）

## ディスコグラフィ

### キャラクターソング
| 発売日         | 商品名                                         | 歌                                | 楽曲                                              | 備考                                          |
| -------------- | ---------------------------------------------- | --------------------------------- | ------------------------------------------------- | --------------------------------------------- |
| 2015年4月24日  | 暗殺教室 BD・DVD第2巻特典CD                    | 3年E組カバ担                      | 「POISON 〜言いたい事も言えないこんな世の中は〜」 | テレビアニメ『暗殺教室』関連曲                |
| 2016年3月23日  | soleil                                         | RE:BERSERK                        | 「Dark Night Cat」 「Lady Blood」                 | ゲーム『アイ★チュウ』関連曲                   |
| 2016年8月24日  | アイ★チュウ creation 04.RE:BERSERK             | RE:BERSERK                        | 「We are I★CHU!」 「スウィンギング・ハロウィン」  | ゲーム『アイ★チュウ』関連曲                   |
| 2016年9月28日  | 暗殺教室 ベストアルバム 〜Music Memories〜     | 3年E組                            | 「旅立ちのうた」                                  | テレビアニメ『暗殺教室』挿入歌                |
| 2017年3月22日  | glace                                          | RE:BERSERK                        | 「裏切りの果実」                                  | ゲーム『アイ★チュウ』関連曲                   |
| 2017年6月21日  | アイ★チュウ 〜シャッフルユニットミニアルバム〜 | 野生児                            | 「Do!Do!Journey」                                 | ゲーム『アイ★チュウ』関連曲                   |
| 2017年10月11日 | アニメグ。25th                                 | 堀部糸成（緒方恵美） feat. 寺坂組 | 「バイバイ YESTERDAY」                            | テレビアニメ『暗殺教室』関連曲                |
| 2017年12月6日  | アイ★チュウ 〜I★Chu Award 2017ミニアルバム〜   | 罪人の道化師（下妻由幸）          | 「BAN BAN BURN」                                  | ゲーム『アイ★チュウ』関連曲                   |
| 2018年4月4日   | fleur                                          | RE:BERSERK                        | 「悪魔のオペラ」                                  | ゲーム『アイ★チュウ』関連曲                   |
| 2019年4月24日  | アイ★チュウ BEST ALBUM チュウ盤                | RE:BERSERK                        | 「La mia vita」                                   | ゲーム『アイ★チュウ』関連曲                   |
| 2020年12月23日 | OUVERTURE                                      | RE:BERSERK                        | 「DARK PROPHECY」                                 | ゲーム『アイ★チュウ Étoile Stage』関連曲      |
| 2021年2月24日  | 一番星                                         | アイチュウ                        | 「一番星の歌〜未来のレジェンド伝説〜」            | テレビアニメ『アイ★チュウ』オープニングテーマ |